# Modern times (Steve Khan)
Modern times is een livealbum van de Amerikaanse jazzgitarist Steve Khan en zijn begeleidingsband. Het vorige album Eyewitness was goed verkocht in met name Japan. Khan wilde dat album al uitbrengen onder een bandnaam, maar de andere drie wilden daarvoor niet tekenen. Zo werd de band bekend als Eyewitness. Om toch enigszins een groepsgevoel te krijgen, zei een vriend van hem, dat dat minstens drie albums vroeg. Een combinatie was snel gemaakt, er verscheen een livealbum in dezelfde samenstelling als het studioalbum. Het album verscheen wereldwijd onder de naam Modern times, behalve in de Verenigde Staten, want daar had collegaband Steps Ahead juist een album onder die titel uitgebracht. In de Verenigde Staten verscheen Modern times als Blades. Het album is opgenomen in de Pit Inn in Tokio. Khan wilde wel langere nummers opnemen maar was gehouden aan de maximum speelduur van een elpee en bovendien het was het tijdperk van de punk. Het publiek wilde (toen) eigenlijk geen lange(re) nummers, was de mening van platenlabels en artiesten.
Het album was niet bijzonder populair, het is tot 2012 alleen in Japan op compact disc verschenen via Polydor (POCJ-1894 in 1991). Dat de rest van de wereld het zonder cd-versie moet doen heeft deels ook te maken met het feit dat Passport Records, die de rest van de wereld van dit album voorzag, failliet ging. De Japanse persing van de cd is al jaren (gegevens 2012) niet meer verkrijgbaar. De platenhoes was van Jean-Michel Folon.

## Musici
- Steve Khan – gitaar
- Anthony Jackson – basgitaar
- Steve Jordan – slagwerk
- Manolo Badrena – percussie

## Muziek
| Nr. | Titel                                         | Duur  |
| --- | --------------------------------------------- | ----- |
| 1.  | Blades (voor Wayne Gretzky) (Khan)            | 10:47 |
| 2.  | The blue shadow (for Folon) (Khan)            | 11:46 |
| 3.  | Penguin Village (Khan)                        | 11:49 |
| 4.  | Modern times (Khan, Jackson, Jordan, Badrena) | 11:02 |